# El Aguacero (periódico)
El Aguacero fue una publicación periódica de la Provincia Oriental, editada en la ciudad de Montevideo, de corta duración y enmarcada en un proyecto político emancipatorio. Su primer ejemplar fue impreso el 19 de abril de 1823 y el último el 4 de octubre del mismo año. Tuvo un total de 8 números.

## Orígenes
Fue impreso en la Imprenta del Cabildo de Montevideo, que en su momento estaba regenteada por Manuel Torres. Fue hermano de otras publicaciones similares en contenido y sesgo periodístico tales como El Pampero, La Aurora y El Ciudadano.
Surgió con la finalidad de fortalecer una opinión pública que apoyase la autonomía del pueblo oriental. Este periódico estuvo guiado por la pluma de Francisco Giró, una figura combativa contra la ocupación lusitana del momento, quien fue editor del periódico. El periódico contó también con la participación de Santiago Vázquez, Francisco Solano Antuña y Antonio Díaz.
Esta y otras publicaciones fueron impulsadas por la orden secreta masónica conocida como la Sociedad de Caballeros Orientales, que buscaba engrosar las filas del movimiento de emancipación que ya se iniciaba en la segunda década del siglo.

## Estilo y tópicos
Se caracterizó desde el primer número por un estilo combativo, crítico e irónico que arremetió contra los métodos de acción periodística del momento, que eran vistos como insuficientes o “blandos” frente a una política que consideraba injusta y opresora. Esto se ve ilustrado con claridad en las primeras palabras del n.º 1:
“¿Con que empezarás plumista novicio?
Por dar un pellizco al que es de tu oficio.” 
(El Aguacero, N.º 1, 1823)
Este “pellizco” fue en realidad una aguda y burlona crítica: “El Pampero para qué hablar! Sopló durante el verano, y calmó del todo en el invierno..." (1823, n.º 1), haciendo referencia al periódico crítico de amplia popularidad, El Pampero del cual el propio redactor, Francisco Giró, había sido colaborador.
A su vez, llevará adelante un intento de generar en los lectores un despertar independentista y civilista que se volviese, no sólo contrario a la ocupación portuguesa, sino también contrario a los ciudadanos ingleses que la defendían. Esto se manifiesta, por ejemplo, en sus encabezados. Contó con cuatro diferentes referidos a los ingleses entre los primeros números:
“Considera inglés piadoso
Que aflojaste medio real,
Cuantas cosas son precisas
Para ser buen imperial”
(El Aguacero, N.º 1, 1823)
“Considera inglés amado
en la segunda estación
que ya el tiempo se ha nublado
y va á haber un chaparrón,
Que te pilla descuidado
sin dejarte seco un hilo,
y el Pampero tu abogado
en su campo le da asilo”
(El Aguacero, N.º 2, 1823)
“El inglés que lo comprase
y leyese con paciencia
ganará, si es de rodillas,
treinta días de indulgencia”
(El Aguacero, N.º 3, 1823)
“Ay de vosotros! Que edificais
Los sepulcros de los profetas
y vuestros padres los mataron”
(El Aguacero, N.º 5, 1823)
Los redactores utilizaron este medio para criticar a los integrantes del círculo cívico que asesoraba e integraba al Barón de la Laguna (Carlos Federico Lecor) en su régimen, tan repudiado como puesto en cuestión, por quienes escribían en El Aguacero.

## Recepción
Aunque es indudable el parentesco en la afiliación de ideas de El Aguacero y El Pampero, existían diferencias, principalmente estilísticas (pero que desembocaban en contradicciones a nivel político) entre ambos. Una muestra clara de ello es la crítica que profirió Santiago Vázquez desde El Pampero a la prédica de El Aguacero, que catalogó de ser por momentos “divisionista”, “desorganizadora” y “entorpecedora de la unión”.

## Acceso al material
En el sitio Anáforas se puede acceder a dos de los ocho números publicados de El Aguacero.